# 上場雄也
上場 雄也（あげば ゆうや、1983年9月30日 - ）は、日本の元男子バレーボール選手、ビーチバレーボール選手。

## 来歴
千葉県松戸市出身。松戸市立常盤平中学校、松戸六実高校を経て、中央学院大学を卒業。東京ヴェルディでプレーしたのち、2008年11月につくばユナイテッドSun GAIAへ入団した。初の国際大会を経験した2009年の第5回東アジア競技大会では銀メダルを獲得した。
2010年、Vチャレンジリーグの選手として唯一全日本代表登録メンバーに初選出され、アジア競技大会で金メダルを獲得。同年につくばユナイテッドを退団し、VプレミアリーグのFC東京へ移籍した。
2012年7月31日付でFC東京を退団。しかし退団直後で移籍先が未定という状況でFIVBワールドリーグ2013予選を戦う全日本代表メンバーに招集された為、その時点の所属はJVA（日本バレーボール協会）となっている。
同年9月27日からのJBVツアー第6戦に板橋正人とペアを組み、初めてビーチバレーツアーに参戦し、初陣を飾った。
2013年、千葉県選抜バレーボールチーム（現千葉ZELVA）からオファーを受けインドアに選手兼コーチとして復帰。しかし、今後もビーチバレーの活動をメインとする。
同年11月、ビーチバレー強化指定選手（男女各2名）に公募を経て選ばれた。松戸レガロ所属。
2014年、仁川アジア競技大会に長谷川徳海とのペアで出場し、5位の成績であった。ビーチバレー日本代表に定着し、2016年にはリオ五輪アジア最終予選に出場したが、五輪出場とはならなかった。
2018年8月白鳥勝浩とのペアでビーチバレージャパンを制覇。日本一となった。2019年6月には石島雄介とのペアでドイツで開催された世界選手権に出場している。。
2020年5月、12シーズンぶりにつくばユナイテッドSun GAIAへ復帰。選手兼チームコーディネーター。
2021年、つくばユナイテッドを退団。
2023年、バレーボールスクール松戸レガロの代表、中央学院大学男子バレーボール部アドバイザーを務めながらビーチバレージャパンツアー平塚大会で優勝し、杭州アジア競技大会に日本代表として出場した。

## 所属チーム
- 松戸六実高校
- 中央学院大学
- 東京ヴェルディバレーボールチーム （2006-2008年）
- つくばユナイテッドSun GAIA （2008-2010年）
- FC東京バレーボールチーム（2010-2012年）
- 千葉ゼルバ（2013-2014年）
- つくばユナイテッドSun GAIA （2020-2021年）